# H. Hogarth & Sons
Die als Baron Line operierende britische Reederei H. Hogarth & Sons Limited existierte von 1868 bis 1980.

## Geschichte
Das Unternehmen geht auf den 1862 von Hugh Hogarth und James Goodwin in Ardrossan gegründete Schiffsausrüster-Betrieb zurück. Beginnend mit der 1868 erworbenen Brigantine Fearless, die im Handel mit Kanada und den Westindischen Inseln eingesetzt wurde, bauten beide in zehn Jahren eine weltweit operierende Trampreederei mit rasch wachsender Flotte auf.
Nachdem die Partnerschaft um 1878 aufgelöst worden war, setzte Hogarth das Schifffahrtsgeschäft alleine fort. Auch nachdem das Unternehmen 1880 nach Glasgow umzog, blieb Ardrossan der Heimathafen der Schiffe. Im Jahr nach dem Umzug nach Glasgow wurde das erste Dampfschiff in Auftrag gegeben. Nach dem Tod Hogarths im Jahr 1904 übernahm sein Sohn Samuel Crawford Hogarth die Leitung und veräußerte bis 1910 die verbliebenen Segelschiffe der Reederei.
Zu Beginn des Ersten Weltkriegs besaß das Unternehmen 23 Schiffe, von denen 14 während des Krieges verloren gingen. Zwischen den Kriegen wuchs die Flotte erneut auf 39 Einheiten und war damit eine der größten privaten Reedereien der Welt. Im Laufe des Zweiten Weltkriegs gingen 20 Schiffe verloren. Das Ministry of War Transport gab 36 Schiffe in die Bereederung von Hogarth.
In den Nachkriegsjahren wurde die Flotte wieder aufgebaut. 1950 starb Samuel Crawford Hogarth und der Betrieb wurde von der Familie weitergeführt. Ende der 1950er Jahre besaß die Reederei rund 50 Schiffe. Ab 1965 fokussierte sich Hogarth & Sons vermehrt auf Massengutschiffe und trennte sich schrittweise von seinen herkömmlichen Trampschiffen. Am 12. Februar 1968 legten Hogarth und die Lyle Shipping Company die Bereederung ihrer Schiffe in der Scottish Ship Management Limited zusammen. 1980 übernahm Lyle den 50-prozentigen Anteil an Scottish Ship Management von Hogarth & Sons und wandelte SSM zur reinen Tochtergesellschaft von Lyle Shipping, die aber weiterhin auch die Baron-Line-Flotte bereederte. Sechs Jahre später beendete Scottish Ship Management seinen Geschäftsbetrieb.